# Circuit del Baix Penedès
|  | No s'ha de confondre amb Circuit de Vilafranca del Penedès. |

El Circuit del Baix Penedès, conegut també com a Circuit de Sitges-Baix Penedès, fou el primer circuit de curses d'automobilisme i de motociclisme que es va fer servir a Catalunya. Va tenir activitat entre el 1906 i el 1919 i s'hi van córrer, entre d'altres, les dues primeres edicions de la Copa Catalunya d'automobilisme (1908 i 1909), la primera edició d'un anomenat "Campionat motorista espanyol" (1909) i les primeres curses per a autocicles organitzades per la Penya Rhin (1916-1919).
Es tractava d'un circuit temporal habilitat en carreteres públiques que enllaçava les poblacions de Sitges, Sant Pere de Ribes, Canyelles, Vilanova i la Geltrú i tornava a Sitges (tots aquests municipis van ser adscrits a l'actual comarca del Garraf arran de la primera divisió territorial de Catalunya de 1936). La longitud total era de 27,885 km. Les carreteres de l'època, estretes i tortuoses, a més de trobar-se en mal estat, van fer que el circuit s'abandonés després de la darrera edició de la cursa d'autocicles de la Penya Rhin, el 1919.